# Storsnasen
Storsnasen är en bergstopp inom fjällområdet Snasahögarna i Jämtland, i närheten av Storulvåns fjällstation. Toppen ligger 1 463 meter över havet och ingår som en av topparna i STF:s toppkort.